# Uwe Krause
Uwe Krause est un footballeur allemand né le 13 octobre 1955 à Brunswick (Allemagne), qui évoluait au poste d'attaquant.

## Biographie

### Carrière de joueur
Uwe Krause commence le football à l'Eintracht Brunswick, le club de sa ville natale. Il commence à jouer en équipe première à partir de la saison 1977-1978 et côtoie Paul Breitner, de retour du Real Madrid. Il dispute près d'une cinquantaine de matches en trois saisons, dans un club alors plutôt mal classé en championnat. Il joue alors milieu offensif, voire libéro dans les sélections allemandes. 
À l'issue de son contrat, il quitte son club, et même son pays, pour rejoindre le Stade lavallois, par l'entremise de Georg Tripp. Chez les Tango, il devient un titulaire à part entière et enchaîne les buts. Lors de la saison 1980-1981, il marque 23 buts en championnat et termine deuxième meilleur buteur du championnat juste derrière Delio Onnis. Grâce à l'efficacité de son buteur allemand, le club mayennais assure son maintien. Il prolonge alors son contrat jusqu'en 1983. La saison suivante, il marque encore 18 buts en championnat, contribuant grandement au bon parcours du club mayennais, qui termine 5e et rate de peu la qualification en coupe d'Europe. Pour sa troisième saison à Laval, il marque encore 14 buts. Le club termine une nouvelle fois 5e, mais se qualifie cette fois pour la coupe d'Europe. Krause restera marqué par l'état d'esprit collectif de ses coéquipiers et les qualités de pédagogue de Michel Le Milinaire, l'entraîneur lavallois. 
C'est à cette époque qu'il devient célèbre parmi les plus jeunes. En effet, alors que la société La vache qui rit décide d'éditer quelques vignettes de l'album Panini Football 1982, il se trouve que, vraisemblablement à la suite d'une erreur, c'est son image que contiennent la majorité des boites de fromage de la marque. Il devient donc « la vignette impossible à échanger » dans les cours de récréations. Cependant, ceci lui permet d'acquérir une certaine notoriété. 
En 2002, les supporters lavallois l'éliront dans le onze du siècle du club mayennais. 
Après trois saisons à Laval, il rejoint Monaco pour la saison 1983-1984. Il marque douze buts en championnat, mais n'est pas le meilleur buteur de son club (c'est Bernard Genghini qui, avec 18 buts, a cet honneur). Les Rouge et Blanc terminent deuxièmes du championnat, battus par Bordeaux à la différence de buts, et s'inclinent en finale de la Coupe de France 2-0 face à Metz. 
Les dirigeants monégasques, qui ne souhaitent plus conserver Uwe Krause, le cèdent alors à Sochaux dans le cadre d'un échange avec Philippe Anziani. Dans le Doubs, Uwe Krause effectue une première saison plutôt correcte, et une seconde plus décevante. 
Il rejoint alors Sète, en D2, où il passe les trois dernières années de sa carrière jusqu'au dépôt de bilan du club. Enfin, il raccroche définitivement à l'issue de la saison 1988-1989, à l'âge de 34 ans. Il effectue un court passage chez les seniors du Pointe Courte AC Sète, et poursuit ensuite en vétérans dans le même club, puis au FC Sète jusqu'en 2010.
En 2022, le magazine So Foot le classe dans le top 1000 des meilleurs joueurs du championnat de France, à la 668ème place.

### Reconversion
En 2000-2001, il est entraîneur adjoint au Clermont Foot Auvergne en National, et échoue de peu aux portes de la deuxième division, terminant quatrième.
En janvier 2002, il est diplômé du DEF (Diplôme d'entraîneur de football). 
Il est jusqu'en 2005 associé d'un bowling-karting et club de tennis à Laval avec les anciens Tango Jacky Rose, Jean-Paul Rabier et Patrick Delamontagne, ainsi que le footballeur danois Henrik Agerbeck. Il fut également propriétaire d'un magasin de sport au Cap d'Agde, restaurateur à Cannes et gérant d'une boulangerie à Sète avant de prendre sa retraite en 2018. 
Divorcé de Marie-Hélène Duarte en 1998, il se remarie avec une Allemande puis quitte la France en 2021 pour retourner vivre en Allemagne.

## Carrière de joueur
- 1977-1980 :  Eintracht Braunschweig
- 1980-1983 :  Stade lavallois
- 1983-1984 :  AS Monaco
- 1984-1986 :  FC Sochaux-Montbéliard
- 1986-1989 :  FC Sète[6]

## Palmarès

### En club
- Vice-champion de France en 1984 avec l'AS Monaco
- Finaliste de la Coupe de France en 1984 avec l'AS Monaco
- Vainqueur de la Coupe des Alpes en 1983 avec l'AS Monaco

### Distinction individuelle
- Meilleur buteur de la Coupe de France en 1985  avec le Football Club Sochaux-Montbéliard (7 buts)
- 2e meilleur buteur de Division 1 en 1981 (23 buts)

### Statistiques
- 214 matchs et 84 buts Division 1
- 93 matchs et 14 buts en Division 2
- 45 matchs et 7 buts en Bundesliga
- 2 matches avec l'équipe d'Allemagne amateur

## Source
- Marc Barreaud, Dictionnaire des footballeurs étrangers du championnat professionnel français (1932-1997), L'Harmattan, 1997.